# Tramwaje w Sybinie

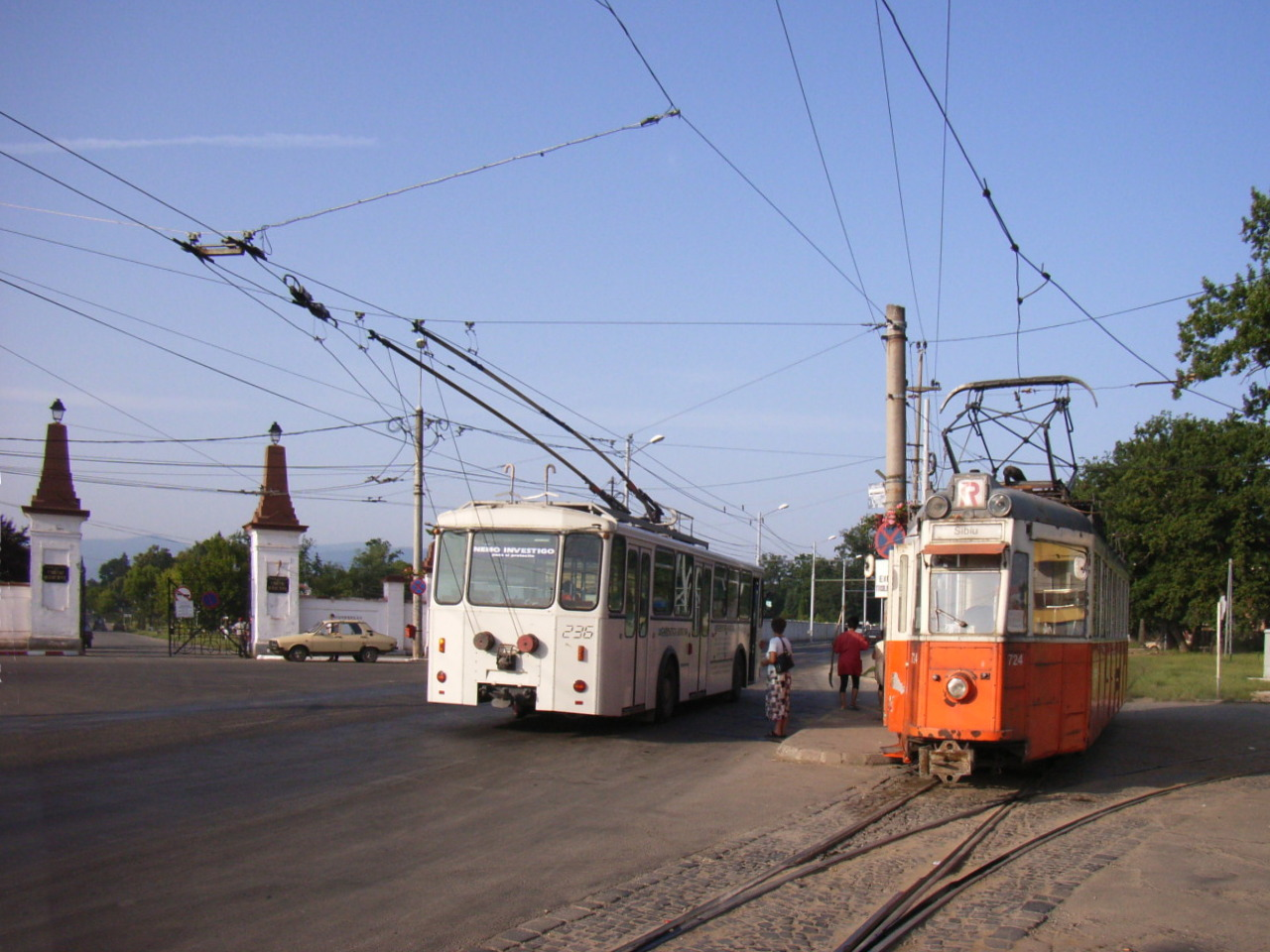
Tramwaj na końcówce Cimitir

Tramwaje w Sybinie − system komunikacji tramwajowej działający w rumuńskim mieście Sybin. 

## Historia
Pierwsze plany budowy tramwajów w Sybinie pochodzą z 1893. Tramwaje w Sybinie uruchomiono w 1905. W kolejnych latach sieć tramwajową rozbudowywano:
- Parcul Subarini − Marginea Dumbrăvii w 1910
- Piața Gării − Piața Lemnelor w 1912
- Marginea Dumbrăvii − Dumbrava w 1915
- Piața Lemnelor − Piața Cluj w 1927
- Piața Cluj − Turnișor gară w 1929

Do 1948 w mieście działały dwie linie:
- dworzec kolejowy − Las Dumbrawă
- dworzec kolejowy − dworzec Sibiu Turnișor

W 1948 wybudowano nową linię do miejscowości Rășinari. Na linii do Rășinari na początku eksploatacji tymczasowo kursowały ciężarówki z generatorem prądu na przyczepie. W 1966 z powodu wyeksploatowania zlikwidowano linię Turnișor gară − Piața Cibin. W 1967 zlikwidowano linię Piața Cibin − Gara Sibiu, którą zastąpiono autobusami. W latach 1969−1972 zlikwidowano ostatnie dwie linie miejskie: Gară − Fabrica de confecții i Fabrica de confecții − Cimitir. Wówczas pozostała tylko podmiejska linia do Rășinari. Na początku lat 90. w zajezdni wybuchł pożar.

## Linia
Linia tramwajowa zaczyna się na skraju miasta przy cmentarzu:
- Cimitir − Rășinari

Na krańcach linii znajdują się trójkąty nawrotowe.

## Tabor
Do pożaru zajezdni eksploatowano tramwaje Timiș2. Po pożarze zajezdni w latach 1995−1996 z Genewy sprowadzono łącznie 8 tramwajów:
- Be4/4 (wagony silnikowe) 4 sztuki
- B4 (wagony doczepne) 4 sztuki

Ze sprowadzonego taboru do dzisiaj zachowało się 6 wagonów (po trzy Be4/4 i B4).

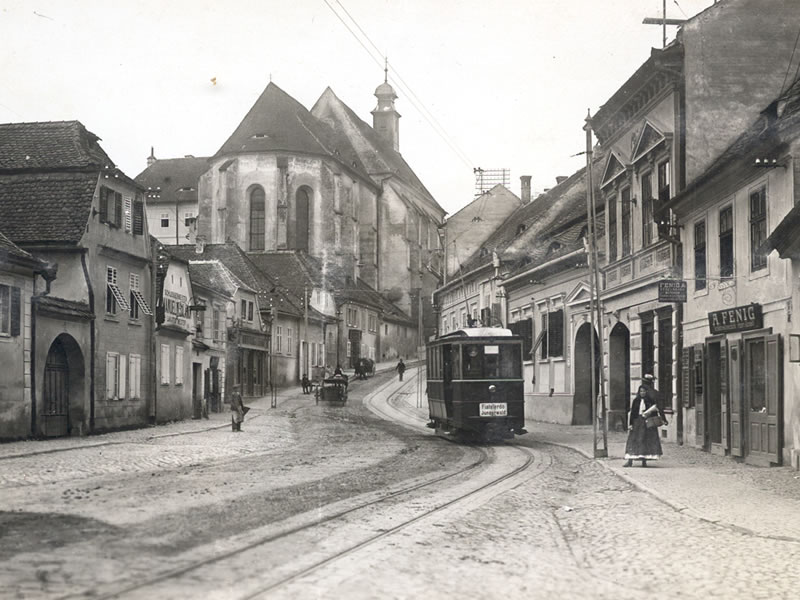
Tramwaj w centrum miasta
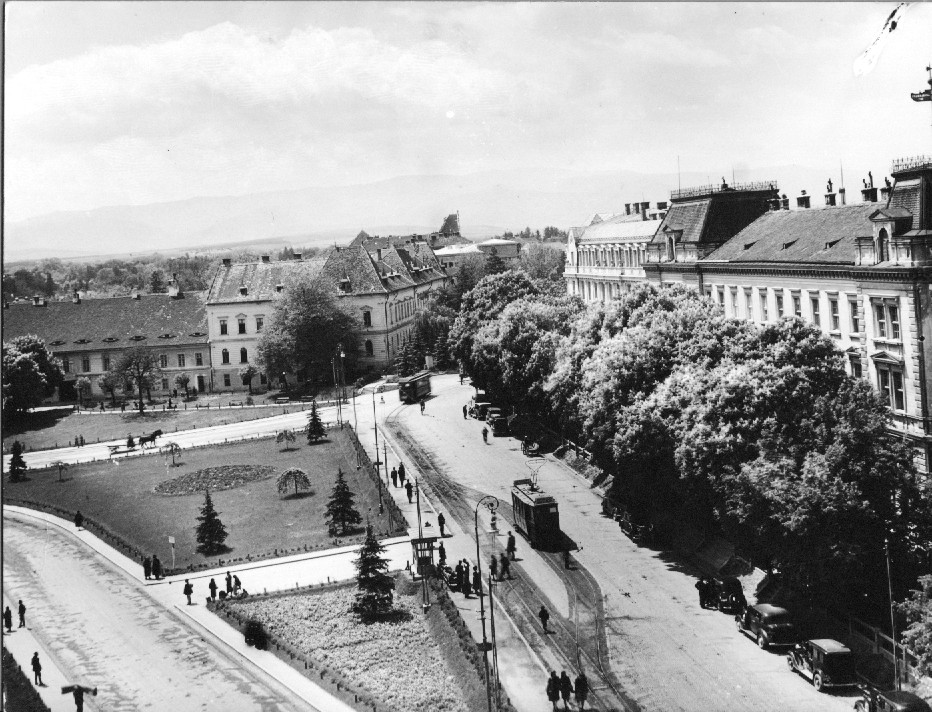
Mijanka na Piata Unirii
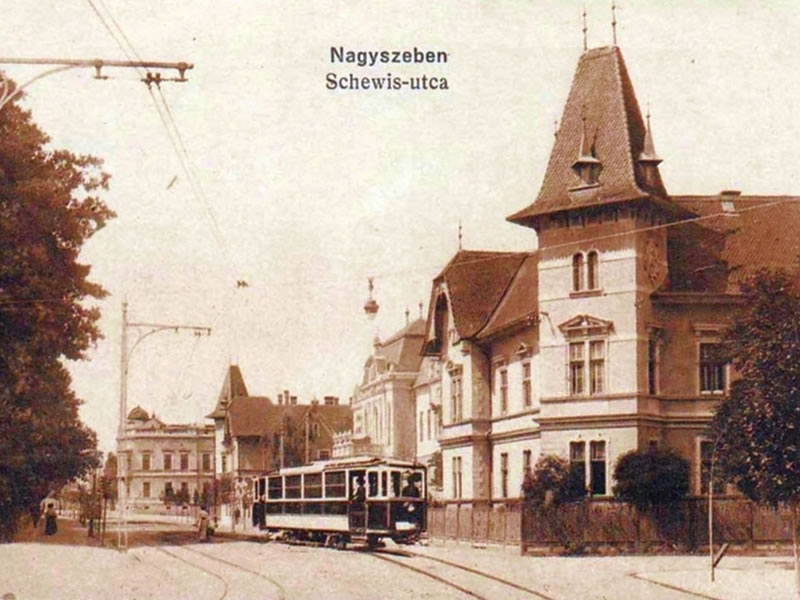
Tramwaj na Bulevardul Victoriei
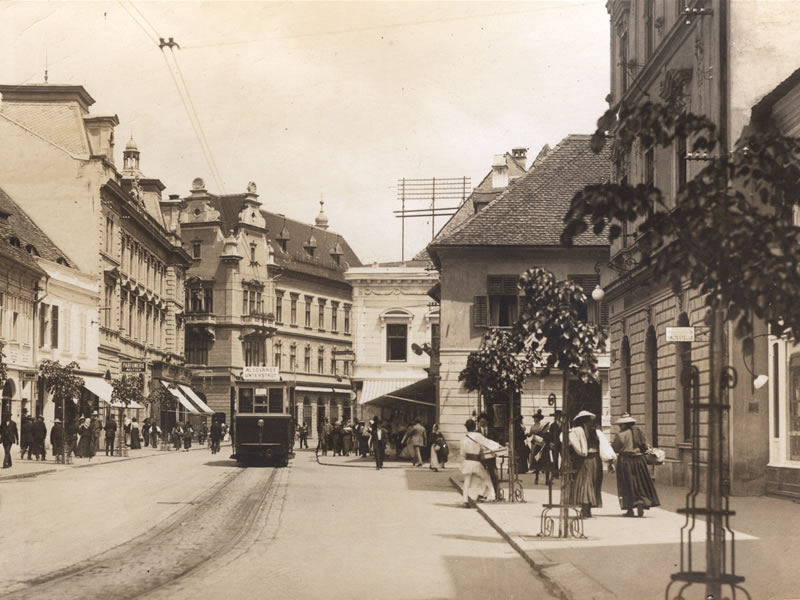
Str. Nicolae Bălcescu